# Хлорид літію
Хлори́д лі́тію — хімічна сполука лужного металу літію і хлору з формулою LiCl.
Білі, гігроскопічні кристали, що розпливаються на повітрі. Добре розчиняється у воді, утворює декілька кристалогідратів.

## Отримання
- Хлорид літію отримують реакцією карбонату літію Li2CO3 і хлоридної кислоти (HCl):

{\displaystyle {\mathsf {Li_{2}CO_{3}+2HCl\ {\xrightarrow {\ }}\ 2LiCl+CO_{2}\uparrow +H_{2}O}}}
- Взаємодією оксиду літію або гідроксиду літію з хлоридною кислотою:

{\displaystyle {\mathsf {Li_{2}O+2HCl\ {\xrightarrow {\ }}\ 2LiCl+H_{2}O}}}
{\displaystyle {\mathsf {LiOH+HCl\ {\xrightarrow {\ }}\ LiCl+H_{2}O}}}
- Хлорид літію можна отримати обмінними реакціями:

{\displaystyle {\mathsf {Li_{2}SO_{4}+BaCl_{2}\ {\xrightarrow {\ }}\ 2LiCl+BaSO_{4}\downarrow }}}
- Чисто теоретичний інтерес становлять високоекзотермічні реакції металічного літію з хлором або з безводним газоподібним хлороводнем:

{\displaystyle {\mathsf {2Li+Cl_{2}\ {\xrightarrow {\ }}\ 2LiCl}}}
{\displaystyle {\mathsf {2Li+2HCl\ {\xrightarrow {\ }}\ 2LiCl+H_{2}\uparrow }}}
- Хлорид літію утворює декілька кристалогідратів, склад яких визначається температурою:

{\displaystyle {\mathsf {LiCl\cdot 5H_{2}O\ {\stackrel {-63^{o}C}{\rightleftarrows }}\ LiCl\cdot 3H_{2}O\ {\stackrel {-20.5^{o}C}{\rightleftarrows }}\ LiCl\cdot 2H_{2}O\ {\stackrel {19.5^{o}C}{\rightleftarrows }}\ LiCl\cdot H_{2}O\ {\stackrel {93.5^{o}C}{\rightleftarrows }}\ LiCl}}}
Відомі сольвати з метанолом і етанолом.

## Фізичні властивості
Хлорид літію — типова йонна сполука, невеликий розмір йона літію зумовлює властивості, відмінні від властивостей хлоридів лужних металів, наприклад, дуже хорошу розчинність в полярних розчинниках (83 г/100 мл води при 20 °C) і значну гігроскопічність.
Безводний хлорид літію утворює білі, дуже гігроскопічні кристали, кубічної сингонії, просторова група F m3m, параметри комірки а = 0,513988 нм, Z = 4.
Сплави з хлоридами інших лужних металів утворюють легкоплавкі розчини: LiCl•NaCl — температура плавлення 575°С, LiCl•2NaCl — 610°С, LiCl•KCl — 350°С, LiCl•RbCl — 324°С, LiCl•CsCl — 352°С, LiCl•2CsCl — 382°С.

## Хімічні властивості
- Хлорид літію утворює кристалогідрати, на відміну від інших хлоридів лужних металів[4]. Відомі моно-, ди-, три- і пентагідрати[5]. У розчинах аміаку утворює йони [Li(NH3)4]+. Сухий хлорид літію абсорбує газоподібний аміак, утворюючи Li•xNH3, где x=1÷5.

- Як і будь-який інший йонний хлорид, хлорид літію в розчині дає стандартні реакції на хлорид-йон:

{\displaystyle {\mathsf {LiCl+AgNO_{3}\ {\xrightarrow {\ }}\ LiNO_{3}+AgCl\downarrow }}}
- Руйнується сильними кислотами:

{\displaystyle {\mathsf {2LiCl+H_{2}SO_{4}\ {\xrightarrow {\ }}\ Li_{2}SO_{4}+2HCl\uparrow }}}
- Оскільки деякі солі літію малорозчинні, то хлорид літію легко вступає в обмінні реакції:

{\displaystyle {\mathsf {LiCl+NH_{4}F\ {\xrightarrow {\ }}\ LiF\downarrow +NH_{4}Cl}}}
{\displaystyle {\mathsf {3LiCl+K_{3}PO_{4}\ {\xrightarrow {\ }}\ Li_{3}PO_{4}\downarrow +3KCl}}}

## Застосування
- Використовується для отримання літію електролізом розплаву суміші хлориду літію з хлоридом калію (KCl) при 600 °C. Також використовується як флюс при плавленні і паянні алюмінію і магнію.

- Сіль застосовується як осушувач[3].

- Хлорид літію використовується в органічному синтезі, наприклад, як добавка в реакції Стілле. Ще одним з застосувань є використання хлориду літію для осадження РНК з клітинних екстрактів.[6]

- Також використовується в піротехніці для надання полум'ю темно-червоного відтінку.

- Використовується як твердий електроліт у хімічних джерелах струму.

## Заходи безпеки
Солі літію впливають на центральну нервову систему. Протягом деякого часу в першій половині XX століття хлорид літію виробляли як замінник солі, але після відкриття токсичної дії його заборонили.